# Esperiopsis heardi
Esperiopsis heardi är en svampdjursart som beskrevs av Boury-Esnault och van Beveren 1982. Esperiopsis heardi ingår i släktet Esperiopsis och familjen Esperiopsidae. Inga underarter finns listade i Catalogue of Life.